# 孫資
孫 資（そん し、? - 251年）は、中国後漢末期から三国時代の魏にかけての人物。字は彦龍。并州太原郡中都県の出身。子は孫宏。孫は孫楚。

## 略歴
幼くして両親を失い、兄夫婦に育てられ、太学で学んだ。王允は彼を一目見て只者でないと感じた。曹操が司空になると彼を招聘したが、孫資は殺された兄の仇を討った直後であったので、家族を連れて河東郡へ逃げた。その後も郡に招聘されるものの応じなかったが、友人の賈逵に勧められて仕官した。そこで上計吏となり、荀彧から高く評価され尚書郎に任命されたが、断って河東へ戻った。（『三国志』劉放伝注引『孫資別伝』）
孫資は県令を歴任し、参丞相軍事となった。魏国が建てられると劉放と共に秘書郎を任された。曹丕（文帝）が即位すると劉放と共にそれぞれ左丞・右丞となり、黄初年間初期に秘書が中書と改められると、劉放が中書監、孫資が中書令となってそれぞれ給事中を兼任した。また孫資は関中侯、劉放も関内侯を与えられ、機密を取り扱った。
黄初3年（222年）に孫資は関内侯となり、曹叡（明帝）が即位すると劉放と共に散騎常侍を加えられ、楽陽亭侯となった。太和年間末、呉が遼東の公孫淵を誘うため将を派遣したとき、孫資は他の臣下が反対する中で迎撃を主張して成功したため、その功績で左郷侯となった。青龍年間初め、侍中・光禄大夫を加えられ、景初2年（238年）に遼東が平定されると、参謀としての功績により爵位を与えられ、中都侯となった。
曹叡は臨終の際、曹宇を大将軍とし、夏侯献・曹爽・曹肇・秦朗と共に曹芳を補佐させようとした。しかし夏侯献・曹肇らは劉放・孫資を良く思っていなかった。そこで劉放・孫資は曹叡に司馬懿を起用するよう勧め、方針を変更させた。このため曹宇・夏侯献・曹肇・秦朗らが罷免されて、司馬懿と曹爽が曹芳を補佐することとなった。
曹芳（斉王）が即位すると劉放・孫資とも加増され、子にも爵位や官位が与えられた。正始元年（240年）には右光禄大夫・儀同三司となり、同6年（245年）には中書令のまま衛将軍となった。翌年、地位を退いたが、曹爽らが殺されると復帰し、侍中・中書令となった。嘉平2年（250年）、驃騎将軍に任命されたが、翌年死去した。貞侯と諡され、爵位は子の孫宏が継いだ。
孫宏の子が「枕流漱石」で有名な孫楚、孫楚の孫が『三国志』の注に引用されている『魏氏春秋』などの著作で有名な孫盛である。